# قدغن
قدغن فیلمی به کارگردانی علیرضا داوودنژاد و نویسندگی داوودنژاد و ایرج مطلبی محصول سال ۱۳۵۷ است.

## خلاصهٔ فیلم
غلام، عبدالله و امیر سه یار قدیمی‌اند که با مشکلات مختلفی دست به گریبان‌اند. غلام همسری بلندپرواز به نام قدسی دارد. عبدالله که با پسرش محمد زندگی می‌کند به یاد همسرش که از خانه گریخته دائم مشروب می‌خورد و امیر که زندگی را با کارگری در لابراتوار فیلم‌سازی می‌گذراند دل در گرو عشق مهرو، خواهر غلام دارد، اما مهرو شیفته محمد است. غلام که در کارخانه‌ای مشغول است، شبی به پیشنهاد مدیرعامل شرکت به اتفاق همسرش قدسی برای کار به خانه مدیرعامل شرکت می‌روند. رئیس غلام را برای تهیه تریاک به بیرون از خانه می‌فرستد و با دوستانش به قدسی تجاوز می‌کنند. غلام با همیاری دوستانش مدیرعامل شرکت را به قتل می‌رساند و همگی مخفی می‌شوند. عبدالله نیز در گشت و گذارهای خود به کمک محمد همسر سابقش ثریا خالدار را در محله بدنام شهر می‌یابد و او را به قتل می‌رساند. غلام و عبدالله و امیر به همراه محمد و مهرو به زادگاهشان بوشهر می‌گریزند و در خانه یکی از دوستان‌شان پناه می‌گیرند. مهرو و محمد از آنها جدا می‌شوند و سه دوست در درگیری با پلیس کشته می‌شوند.

## بازیگران
- داوود رشیدی
- پرویز فنی‌زاده
- مرتضی عقیلی
- مهناز داوودنژاد
- حسین ملکی
- علی عسگری
- زرینه
- فتحعلی اویسی
- تقی رضایی